# Hecalocorica bidentata
Hecalocorica bidentata är en insektsart som beskrevs av Nielson 1996. Hecalocorica bidentata ingår i släktet Hecalocorica och familjen dvärgstritar. Inga underarter finns listade i Catalogue of Life.